# Vinton Hayworth
Pour les articles homonymes, voir Hayworth.
Vinton Hayworth, né Vinton Hayworth le 4 juin 1906 à Washington DC (États-Unis) et mort le 21 mai 1970 à Van Nuys, comté de Los Angeles, est un acteur américain.

## Biographie
Vinton Hayworth commença sa carrière d'acteur comme annonceur à la radio au début des années 1920, d'abord à Washington, D.C. puis à New York et à Chicago où il devint familier du public.
Il commence une carrière cinématographique en 1933 dans de petits rôles secondaires sous le nom de scène de Jack Arnold voire sous son propre patronyme. Après deux années passées sur les planches de Broadway entre 1942 et 1944, il s'installe définitivement en Californie et apparaît, sous son nom modifié en Hayworth, dans de nombreux films et séries des années 1950 et 1960 tels que Alfred Hitchcock présente, Gunsmoke, Perry Mason, Denis la petite peste, Adèle, Les Arpents verts. Il est resté dans la mémoire des cinéphiles pour son rôle du magistrat Carlos Galindo dans la série télévisée, Zorro et pour son rôle du Général Schaeffer dans la série Jinny de mes rêves. De 1951 à 1954, il fut également le président de l'A.F.R.A., l'union représentant les artistes de radio et de télévision.
Il était marié à l'actrice Jean Owens.
Il était l'oncle des actrices Ginger Rogers et Rita Hayworth.
Il meurt d'une crise cardiaque en Californie à l'âge de 64 ans.

## Filmographie

### Cinéma
- 1934 : Enlighten Thy Daughter : Stanley Jordan
- 1936 : Without Orders : Len Kendrick
- 1936 : Night Waitress : George Skinner
- 1937 : We're on the Jury : M.. M. Williams
- 1937 : Crime en haute mer (China Passage) d'Edward Killy : Thomas Baldwin
- 1937 : You Can't Buy Luck : Paul Vinette
- 1937 : Riding on Air : Harvey Schuman
- 1937 : Danger Patrol : Ed
- 1937 : La Femme en cage (Hitting a New High), de Raoul Walsh : Carter Haig
- 1938 : This Marriage Business (en) de Christy Cabanne : Lloyd Wilson
- 1938 : Law of the Underworld : Eddie
- 1938 : Blind Alibi : Dirk
- 1938 : Crime Ring : Moe Buzzell
- 1938 : Tarnished Angel (en) de Leslie Goodwins : Dan Bennett
- 1939 : Fixer Dugan (en) de Lew Landers : Frank Darlow
- 1939 : The Day the Bookies Wept : Harry
- 1939 : Radio Détective (Sued for Libel) : Dr James E. Bailer
- 1940 : Oh ! Johnny mon amour ! (Oh Johnny, How You Can Love) de Charles Lamont : un jeune homme
- 1940 : Millionaires in Prison : Windy Windsor
- 1940 : Love, Honor and Oh Baby : un homme avec susan
- 1940 : Enemy Agent (en) de Lew Landers : Lester Taylor
- 1940 : Framed d'Harold D. Schuster : Nick
- 1941 : Mexican Spitfire's Baby : Hotel Clerk
- 1941 : Tillie the Toiler, de Sidney Salkow : Wally Whipple
- 1941 : Lucky Devils (en) de Lew Landers : Bradford
- 1942 : Juke Box Jenny : Brother Childs
- 1942 : Pretty Dolly : un reporter
- 1942 : Behind the Eight Ball : Bobby Leonard
- 1943 : Deux Nigauds dans le foin (It Ain't Hay), de Erle C. Kenton : golfeur
- 1956 : The Girl He Left Behind, de David Butler : Arthur Shaeffer
- 1956 : Highway Hearing : Jack Connor
- 1956 : The Great Man, de José Ferrer : Charley Carruthers
- 1961 : The Police Dog Story : Harley A. Crenshaw
- 1964 : The Confession : Aguesta Town Banker
- 1966 : La Chambre des horreurs (Chamber of Horrors) : le juge Walter Randolph

### Télévision
- 1950-1952 : The Philco Television Playhouse (série) : H.L. Potter
- 1951 et 1953 : Martin Kane, Private Eye (série) : Jeffrey O'Donnell / M.. Ainsley / Roy Heyward
- 1951, 1953 et 1956 : Kraft Television Theatre (série) : Tom
- 1952-1953 : Hallmark Hall of Fame (série) : Harry
- 1954 : Inner Sanctum (série) : Rogers
- 1956 : Medic (série) : Dr Kellog
- 1956-1957 : Alfred Hitchcock présente (Alfred Hitchcock présents) (série) : Sidney / M.. Abernathy / Dr Ralph Wingate
- 1956, 1957 et 1964 : Gunsmoke (série) : Ben Sissle / Professeur Ramsey / Harry Spencer
- 1957 : Panic! (série) : Stu McEvoy
- 1957 : Whirlybirds (série) : Carter Jameson / M.. Garland / William Bolling
- 1958 : Zorro (série) : Magistrat Carlos Galindo
- 1959 : Letter to Loretta (série) : Dr Elliott
- 1959-1962 : Lawman (série télévisée) : Oren Slauson
- 1960 : M Squad (série) : Russell Madison
- 1960 : Denis la petite peste (Dennis the Menace) (série) : M.. Frank Cramer
- 1960 : Échec et mat (Checkmate) (série) : Un assistant curateur
- 1960, 1961 et 1963 : Laramie (série) : Art Potter / Carter Simpson
- 1960-1962 : Perry Mason (série) : Homer Corbin / Wendell Harding
- 1961, 1962, 1963 et 1965 : Adèle (Hazel) (série) : M.. Sutherland
- 1962-1963 : G.E True (série) : Tom Erickson / Heargreve
- 1963 : The Dakotas (série) : Doc Holderman
- 1963 : The Plot Thickens (téléfilm) : Roy Nesbit
- 1965 : Match contre la vie (Run for your Life) (série) : Dr Fraser
- 1965 : Les Monstres (The Munsters) (série) : Le banquier
- 1965 et 1967 : Les Arpents verts (Green Acres) (série) : Dr Faber
- 1966 : Batman (série) : Marshall Roland
- 1966 : Laredo (série) : Marcus Sullivan
- 1966-1967 : Petticoat Junction (série télévisée) : M.. Grant / M.. Halloway
- 1967 : Dick Tracy (téléfilm) : Dr Alexander
- 1967 et 1969 : Dragnet 1967 (série) : Un juge
- 1968 : That Girl (série) : Un juge
- 1968 : La Grande Vallée (The Big Valley) (série) : Doc Landrum
- 1968-1970 : Jinny de mes rêves (I Dream of Jeannie) (série) : Gen. Winfield Schaeffer
- 1969 : Docteur Marcus Welby (série) : Marvin Stoley
- 1969 : Les Bannis (The Outcasts) (série) : McDonough